# Sözcü
Sözcü (prononcé [sœz'd͡ʒy], en turc : Le porte-parole) est un quotidien turc fondé le 27 juin 2007.
La ligne éditoriale de Sözcü est décrite comme séculariste, défendant l'héritage d'Atatürk et critique de l'islamisme prôné par l'AKP de Recep Tayyip Erdoğan.
En mai 2017, des mandats d'arrêts contre trois salariés du quotidien et le propriétaire du journal, Burak Akbay, sont délivrés au motif de liens avec le mouvement du prédicateur Fethullah Gülen. Deux journalistes sont effectivement arrêtés. Le 19 mai, Sözcü publie un journal avec uniquement des pages blanches et le nom des journalistes pour protester contre les restrictions sur la liberté de la presse.